# Fuffi
Fuffi, conosciuta come Shizue (しずえ?)  in Giappone, è un personaggio immaginario della serie di videogiochi Animal Crossing. È una gentile Shih Tzu che ha debuttato nel gioco Animal Crossing: New Leaf del 2012, dove ricopre il ruolo della segretaria del personaggio del giocatore. 
Fuffi ha ricevuto un'accoglienza positiva, al punto da diventare uno dei personaggi più importanti del franchise di Animal Crossing. È inoltre un personaggio giocabile nel picchiaduro crossover Super Smash Bros. Ultimate.

## Creazione e sviluppo
Fuffi è una cagnolina di razza Shih Tzu con il pelo dorato. Il team di sviluppatori di New Leaf l'ha creata dopo che si sono accorti che al sindaco, il personaggio giocante, mancasse un'assistente. Il loro obiettivo era quello di creare un personaggio "molto affettuso", leale e disponibile, per questo hanno scelto come specie un cane femmina che, a detta loro, è "un po' goffo... ma sempre molto carino". Inizialmente gli sviluppatori volevano lasciare la scelta ai giocatori se fare o meno le cerimonie dei vari progressi nel gioco, richieste solitamente da Fuffi, così che se la avessero rifiutata, si sarebbero sentiti in colpa. Il direttore della serie, Katsuya Eguchi, e il produttore del gioco, Aya Kyogoku, hanno entrambi apprezzato Fuffi. A Eguchi piaceva il suo sorriso, la sua cordialità e anche la sua goffaggine.
Nel videogioco Super Smash Bros. Ultimate, l'intero personaggio di Fuffi è basato sul protagonista di Animal Crossing: Abitante. Tuttavia, il direttore della serie, Masahiro Sakurai, ha deciso di non rendere Fuffi un "personaggio eco" per le sue animazioni e proporzioni differenti, dal momento che sono basate su Animal Crossing: New Leaf, mentre l'Abitante sui videogiochi precedenti.

## Apparizioni
Fuffi è apparsa per la prima volta nel videogioco del 2012 Animal Crossing: New Leaf insieme al fratello gemello Digby. Nel gioco, funge da segretaria del personaggio del giocatore, che diventa il sindaco della città, e lo assiste in vari compiti. Da allora è apparsa in diversi giochi di Animal Crossing, tra cui Animal Crossing: Happy Home Designer, Animal Crossing: amiibo Festival, Animal Crossing: Pocket Camp e Animal Crossing: New Horizons .
Al di fuori del franchise di Animal Crossing, Fuffi è apparsa anche nella serie Super Smash Bros., apparendo per la prima volta come assistente in Super Smash Bros. per Nintendo 3DS e Wii U prima di diventare un combattente giocabile nel sequel per Nintendo Switch Super Smash Bros. Ultimate . Fuffi appare anche nel videogioco per Wii U Mario Kart 8 come personaggio scaricabile, così come nel suo porting per Nintendo Switch Mario Kart 8 Deluxe . Costumi basati su Fuffi appaiono in Super Mario Maker e Monster Hunter 4 Ultimate .

### In altri media
Fuffi appare in un manga dedicato sulla rivista CoroCoro Comic. L'account Twitter ufficiale di Animal Crossing di Nintendo prendeva il nome da Fuffi prima che l'account fosse ceduto a Tom Nook. Mentre era sotto Fuffi, l'account era solito twittare nello stile del personaggio. Nel luglio 2020, Fuffi è tornata sull'account Twitter ufficiale di Animal Crossing.

## Accoglienza
Fuffi ha ricevuto un'accoglienza generalmente positiva sin dal suo debutto, al punto da diventare la mascotte della serie Animal Crossing. È stata classificata tra i migliori personaggi dei videogiochi degli anni 2010 dallo staff di Polygon; Nicole Carpenter l'ha infatti definita un "amico puro e disponibile" e "un'icona molto reale". La scrittrice Amy Valens ha dichiarato che la sua popolarità era dovuta al suo essere un personaggio "sano, positivo e adorabile". La scrittrice Nadia Oxford l'ha elogiata per la sua intelligenza e altruismo, affermando che fosse in grado di "trasformare il tuo cuore in una pozzanghera cremisi di melma pulsante". Ha anche affermato che tutto ciò che Nintendo deve fare per farla tornare a giocare a New Leaf è "pubblicare uno schizzo di Fuffi la shih tzu seduta disperatamente alla sua scrivania ricoperta di ragnatele, con una tazza di caffè che si trasforma in ghiaccio accanto al suo gomito." Patricia Hernandez di Kotaku ha definito Fuffi adorabile e la sua "amata", mentre esprimeva tristezza per quanto fosse difficile ottenere la sua carta amiibo.
Henry Gilbert di GamesRadar l'ha definita il suo personaggio preferito in Animal Crossing per il suo aspetto carino e l'affidabilità. La scrittrice Brittany Vincent ha dichiarato che Fuffi era uno dei personaggi più adorabili di Animal Crossing. Lo scrittore Jaime Carrillo l'ha ritenuta la migliore assistente nei videogiochi. Fuffi è stata percepita dai fan come bisessuale o pansessuale, accennata da un'apparente cotta per il personaggio del giocatore indipendentemente dal sesso.
L'inclusione di Fuffi in Super Smash Bros. Ultimate è stata accolta con grande favore.. La scrittrice di Electronic Gaming Monthly Mollie L. Patterson ha elogiato la sua inclusione in Mario Kart 8, definendola adorabile e affermando la sua infatuazione per il personaggio. Nadia Oxford ha considerato Fuffi come parte di uno dei migliori pacchetti di contenuti scaricabili nel 2015, definendola adorabile. La scrittrice Gita Jackson ha definito Fuffi il suo "prezioso angelo" e che la sua comparsa in Super Smash Bros. Ultimate fosse stato per lei una sorta di regalo di compleanno.